# السيدة المقدسة (فلم)
السيدة المقدسة (بالإنجليزية: The Divine Lady) هو فيلم تم إنتاجه في الولايات المتحدة وصدر في سنة 1929. الفيلم من إخراج فرانك لويد.

## ترشيحات وجوائز
| السنة | الحدث  | الفئة                   | النتيجة |
| ----- | ------ | ----------------------- | ------- |
|       | أوسكار | أفضل إخراج              | فوز     |
|       | أوسكار | أفضل ممثلة في دور رئيس  | ترشـيـح |
|       | أوسكار | أفضل تصوير سينماتوغرافي | ترشـيـح |

## وصلات خارجية
- مقالات تستعمل روابط فنية بلا صلة مع ويكي بيانات